# كين اكاشي
كين اكاشي (باليابانية: 明石顕؛ بالكانا: あかし けん) هو منافس ألعاب قوى ياباني، ولد في 6 نوفمبر 1976 في طوكيو في اليابان.

## وصلات خارجية
- كين اكاشي على موقع الاتحاد الدولي لألعاب القوى (الإنجليزية)